# Lycaeides nevadensis
Lycaeides nevadensis är en fjärilsart som beskrevs av Charles Oberthür 1896. Lycaeides nevadensis ingår i släktet Lycaeides och familjen juvelvingar. Inga underarter finns listade i Catalogue of Life.